# Holme, Norge
Holme är en tätort i Alvers kommun i Vestland fylke i västra Norge. Orten ligger vid fylkesväg 564 på ön Holsnøy.
Tidigare har orten tillhört dåvarande Hamre kommun, sedan dåvarande Alversunds kommun och därefter dåvarande Melands kommun i Hordaland fylke.